# Quanzhou
Quanzhou (泉州, pinyin: Quánzhōu, Wade-Giles: Ch'üan-chou; Minnan (hokkien): Chôan-chiu) er en by på præfekturniveau i den sydøstlige del af Fujian i Folkerepublikken Kina. I ældre engelsk litteratur er byen ofte navngivet som Chinchew eller Chinchu. I middelalderlige vestlige kilder er den kendt som Zaytun eller Zaitun (fra arabisk زيتون).
Folkerepublikken gør krav på Jinmen Amt — bedre kendt som Quemoy — som en del af Quanzhou, men området er kontrolleret af Taiwan.

## Administration
Bypræfekturet Quanzhou administrerer fire distrikter, tre byer på amtsniveau og de facto fire amter (de jure tilhører også et Taiwan-administreret amt byprefekturet).
- Licheng distrikt (鯉城區)
- Fengze distrikt (丰澤區)
- Luojiang distrikt (洛江區)
- Quangang distrikt (泉港區)
- Shishi by (石獅市)
- Jinjiang by (晉江市)
- Nan'an by (南安市)
- Hui'an amt (惠安縣)
- Anxi amt (安溪縣)
- Yongchun amt (永春縣)
- Dehua amt (德化縣)

- Jinmen fylke (金門縣) – administreres fra Taiwan; som en del af Republikken Kina

## Kultur
Quanzhou er en af de byer som den kinesiske regering har udpeget som en af Kinas 24 berømte kulturbyer. Byens kulturliv mønstrer blandt andet Liyuanoperaen（梨園戯), dukkeforestillinger (傀儡戲）, Gaojiaoperaen （高甲戯）og Dachengoperaen （打城戯）.

## Historie
Quanzhou blev anlagt i 718. Denne by, som blev udviklet under Song-dynastiet (960-1279), var i århundrer en af Kinas vigtigste havnebyer mod syd. Den blev tidlig kosmopolitisk, med udlændinge fra mange lande. Der er fundet både kulturminder fra både manikæismen og den kristne Østens Assyriske Kirke fra byens ældste tider. Jøder og muslimer fra Mellemøsten har også levet i byen.
Quanzhou var i middelalderen en af verdens største havnebyer, og kan betragtes som startpunkt for den søvejs del af «Silkevejen». 
Både Marco Polo og Ibn Battuta besøgte byen, og det var i en periode under Yuan-dynastiet et katolsk bispedømme.
Under Ming-dynastiet og Qing-dynastiet forfaldt havnen langsomt, delvis på grund af at den blev mere lavvandet på grund af det slam som flodvandet førte med sig, men mere på grund af at kejsermagten i perioder forbød den oversøiske handel. Andre havnebyer udviklede sig også, at den lille handel som fandt sted, blev spredt mellem flere havne.
Da Taiwan kom på kinesiske hænder på 1600-tallet var det en god del kinesisk migration dertil, fra eller via Quanzhou. 
Hoveddelen af den kinesiske indvandring til Filippinerne og mange af kineserne i andre sydøstasiatiske lande, som Thailand, Vietnam og Singapore, kom fra Quanzhou og byens omliggende amter. Dette skyldtes som udgangspunkt at handelsfolk derfra etablerede handelshuse i de lande og havne man handlede med, og udfoldede en stor økonomisk aktivitet der. 